# هانوفر (نیومکزیکو)
هانوفر، نیومکزیکو (به انگلیسی: Hanover) یک منطقهٔ مسکونی در ایالات متحده آمریکا است که در شهرستان گرنت، نیومکزیکو واقع شده‌است. هانوفر ۱۶۷ نفر جمعیت دارد و ۱٬۹۴۰٫۹۹ متر بالاتر از سطح دریا واقع شده‌است.